# Calle Heath (Metro de Boston)
Calle Heath  es una estación terminal en el Ramal E de la línea Verde del Metro de Boston. La estación se encuentra localizada en Heath Street en el VA Hospita en Mission Hills, Boston, Massachusetts. La estación Calle Heath fue inaugurada el 16 de febrero de 1941. La Autoridad de Transporte de la Bahía de Massachusetts es la encargada por el mantenimiento y administración de la estación.

## Descripción
La estación Calle Heath cuenta con 2 plataformas laterales y 2 vías. 

## Conexiones
La estación es abastecida por las siguientes conexiones: 
- Rutas de autobuses: 14 y 39